# Rhizaspidiotus marginalis
Rhizaspidiotus marginalis är en insektsart som beskrevs av Hall och Williams 1962. Rhizaspidiotus marginalis ingår i släktet Rhizaspidiotus och familjen pansarsköldlöss. Inga underarter finns listade i Catalogue of Life.